# Dave Casper
David John Casper (Bemidji, Minnesota, 2 de febrero de 1952), más conocido como Dave Casper, es un exjugador profesional estadounidense de fútbol americano que se desempeñó en la posición de tight end en la National Football League (NFL). Es miembro del Salón de la Fama del Fútbol Americano Profesional.

## Carrera
Casper jugó como profesional siete temporadas en Las Vegas Raiders (1974-1980), después pasó a Houston Oilers (1980-1983), luego a Minnesota Vikings (1983), posteriormente regresó a Las Vegas Raiders, donde jugó una temporada (1984), y fue el equipo en el que se retiró.

## Reconocimiento
El 3 de agosto de 2002, ingresó como miembro al Salón de la Fama del Fútbol Americano Profesional.